# Iaras
Iaras es un municipio brasileño del estado de São Paulo. Se localiza a una latitud 22º52'15" sur y a una longitud 49º09'46" oeste, estando a una altitud de 648 metros. Su población estimada según el CENSO/2010 es de 6.377 habitantes.

## Demografía
Datos del Censo - 2000
Población Total: 3.054
- Urbana: 1.895
- Rural: 1.159
- Hombres: 1.667
- Mujeres: 1.387

Densidad demográfica (hab./km²): 7,61
Mortalidad infantil hasta 1 año (por mil): 22,71
Expectativa de vida (años): 67,93
Tasa de fertilidad (hijos por mujer): 2,80
Tasa de Alfabetización: 88,36%
Índice de Desarrollo Humano (IDH-M): 0,742
- IDH-M Salario: 0,661
- IDH-M Longevidad: 0,716
- IDH-M Educación: 0,849

(Fuente: IPEAFecha)

## Hidrografía
- Río Pardo
- Río Nuevo
- Río Claro
- Arroyo de la Capivara
- Arroyo de la Laranja-azeda
- Arroyo del Capão Rico
- Río Grilo Bonito
- Río del Taquaral
- Río del Rapador
- Agua del Sobradinho

## Carreteras
- SP-280 (kilómetro 280)

## Administración
- Prefecto: Paulo Sérgio de Moraes (2009/2012)
- Viceprefecto: José Edval de Melo Araújo
- Presidente de la cámara: Reginaldo Gonçalves (2011/2012)

## Galería de fotos
|  |  |